# Callionymus sokonumeri
Callionymus sokonumeri là một loài cá biển thuộc chi Callionymus trong họ Cá đàn lia. Loài này được mô tả lần đầu tiên vào năm 1936.

## Phân bố và môi trường sống
C. sokonumeri được tìm thấy ở ngoài khơi phía nam Nhật Bản. Chúng được thu thập ở độ sâu khoảng 146 m trở lại.

## Mô tả
Chiều dài lớn nhất được ghi nhận ở C. sokonumeri là khoảng 14 cm. Vây lưng thứ nhất dài bằng vây lưng thứ hai; vây lưng thứ nhất của cá mái có đốm đen tròn.
Số gai ở vây lưng: 4; Số tia vây mềm ở vây lưng: 9; Số gai ở vây hậu môn: 0; Số tia vây mềm ở vây hậu môn: 9.